# 崔昂
崔 昂（さい こう、508年 - 565年）は、中国の北魏末から北斉にかけての官僚・政治家。字は懐遠。本貫は博陵郡安平県。

## 経歴
崔孝暐の子として生まれた。7歳のときに父を失い、伯父の崔孝芬に養育されて、「吾が家の千里の駒なり」と評された。初め元天穆に召されて参軍となった。次いで伏波将軍の号を加えられ、給事中に任じられた。後に中堅将軍の号を加えられ、奉車都尉に転じた。さらに定州刺史高琛の属官をつとめた。天平2年（535年）、高澄に召し出されて記室参軍となり、腹心の任を委ねられた。
高澄が輔政の任につくと、崔昂はその下で開府長史となった。この頃、東魏の勲臣の兵客には放埒で不法なふるまいに及ぶ者が多く、特に孫騰と司馬子如の一門には甚だしいものがあった。崔昂は高澄の密旨を受けて、不法行為に及ぶ者たちを逮捕したので、都下の風紀は粛然とした。崔昂は尚書左丞に転じ、度支尚書を兼ねた。
天保元年（550年）、北斉が建国されると、崔昂は散騎常侍に転じ、太府卿・大司農卿を兼ねた。横市の濫費314条を奏上して聞き入れられた。また邢卲とともに国初の礼を定め、華陽県男に封じられた。さらに律令の制定を命じられて、薛琡ら43人とともに領軍府で協議して定めた。廷尉卿に転じ、不正な蓄財に対して厳しく処断した。
天保10年（559年）、崔昂は尚書右僕射を兼ね、数日後に正式に右僕射となった。文宣帝が死去すると、僕射の任を解かれ、儀同三司・光禄勲の位を受けた。皇建元年（560年）、太常卿に転じた。河清元年（562年）、御史中丞を兼ねた。従甥の李公統が高帰彦の事件に連座して処刑されると、崔昂は官爵を剥奪された。河清3年（564年）、五兵尚書として復帰し、祠部尚書に転じた。天統元年（565年）6月29日、病が嵩じて鄴の遵明里の家で死去した。享年は58。趙州刺史の位を追贈された。

## 家庭

### 夫人
- 盧修娥
- 鄭仲華

### 子
- 崔謀（長男、字は君讃）
- 崔恪（次男、字は君和）
- 崔液（三男、字は君洽、後嗣）
- 崔天師（四男）
- 崔人師（五男）[14]

### 女
- 崔氏（長女、鄭思仁の妻）
- 崔氏（次女、李孝貞の妻）
- 崔徳儀（三女、盧公順の妻）[14]

## 伝記資料
- 『北斉書』巻30 列伝第22
- 『北史』巻32 列伝第20
- 斉故祠部尚書趙州刺史崔公墓誌之銘（崔昂墓誌）